# Masca platypoda
Masca platypoda är en fjärilsart som beskrevs av Felder 1874. Masca platypoda ingår i släktet Masca och familjen nattflyn. Inga underarter finns listade i Catalogue of Life.